# Abu Dhabi (emirat)
Abu Dhabi, službeno Emirat Abu Dhabi, (ar. إمارة أبو ظبي, imārat abū ẓabī), najveći je i naftom najbogatiji emirat Ujedinjenih Arapskih Emirata. Velik je 67.340 kvadratnih kilometara. Ležišta nafte nalaze se na kopnu i Perzijskom zaljevu (otkriveno 1958.). Glavni, suvremeno izgrađeni grad Abu Dhabi ima 859.749 stanovnika (podaci iz 2008.)

## Zemljopis
Emirat Abu Dhabi najveći je od sedam emirata, prostire se na 67.340 kvadratnih kilometara, što je oko 80% ukupne površine UAE. Dužina obale iznosi preko 700 kilometara. Samo 30 posto površine emirata je naseljeno, dok je veći dio terena pustinjsko i neplodno (oko 70 posto).
Gotovo 200 otoka pripada emiratu, uključujući Das koji se nalazi 170 kilometara sjeverozapadno od grada Abu Dhabija, te Mumbraz i Bani Yas, koji su smješteni oko 180 kilometara zapadno o glavnog grada, smještenog na otoku. Planina Hadžar nalazi se na istoku, gdje se nalazi i grad Al Ain. Prirodna znamenitost emirata je i oaza Liwa.

## Stanovništvo
Emirat Abu Dhabi imao je 2006. godine 1.463.491 stanovnika, što iznosi oko jedne trećine ukupnog broja stanovnika UAE. Broj stanovnika rastao je u razdoblju između 2001. i 2006. godine po prosječnoj stopi od 4,57% godišnje, a sličan rast je zabilježen i u razdoblju do 2010. godine, kad je predviđeno da će ukupan broj stanovnika emirata preći preko 1,75 milijuna. Udio gradskog stanovništvo u ukupnom broj stanovnika emirata Abu Dhabija je 68,5%. Osim lokalnog, u strukturi stanovništva nalaze se i brojni stranci koji žive i rade u emiratu, mahom Azijci, Afrikanci, Europljani, ali i stanovnici iz Sjeverne i Latinske Amerike. Omjer muškaraca i žena u ukupnoj strukturi stanovništva je 2:1 u korist muškaraca.

## Politika
Vladar emirata je šeik Kalifa bin Zajed al-Nahjan, koji je ujedno i predsjednik UAE. Krunski princ je njegov polubrat, šeik Mohamed bin Zajed Al Nahjan.
Emirat Abu Dhabi podijeljen je na tri upravne regije: Grad Abu Dhabi, Istočna regija s Al Ainom kao najvećim gradom, te Zapadna regija gdje je Madinat Zayed najveći grad.